# Augochlora esox
Augochlora esox är en biart som först beskrevs av Joseph Vachal 1911.  Augochlora esox ingår i släktet Augochlora och familjen vägbin. Inga underarter finns listade.